# Sofus Høgsbro

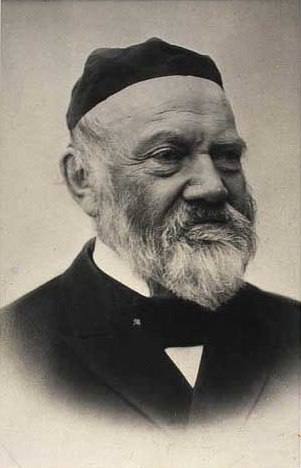
Sofus Høgsbro.

Sofus Magdalus Høgsbro, född 18 juli 1822, död 15 januari 1902, var en dansk politiker. Han var far till Svend Høgsbro.
Høgsbro blev teologie kandidat 1848 och var mellan 1850 och 1862 föreståndare för Rødding folkhögskola, där hans gärningar blev av stor betydelse för den danska rörelsen i Sønderjylland. Den Sønderjylländska rörelsen påverkades starkt av Høgsbros grundtvisk-nationella syn. 1858 blev han medlem av Folketinget, 1864 även av riksrådet och röstade i detta nej till freden samma år. Vid denna gick Høgsbros krets i Vest-slesvig förlorad, men 1866 invaldes han som bondevän på Fyn i Folketinget, där han satt till 1902. Han bekämpade grundlagen 1866, men slöt sig 1870 till Forenede Venstre, och beredde som utgivare av Dansk Folketidende 1865-83 skickligt jordmånen för Venstres agitation och blev, tillsammans med Frede Bojsen, en av ledarna för detta partis moderata flygel, särskilt framträngande i kyrko-, skol- och valfrågor. För Valgmenigheds-lagen 1868 och omläggningen av valkretsarna 1891 tillkommer största äran Høgsbro. 1887-94 och 1895-1901 var han Folketingets talman, 1873-93 därjämte statsrevisor. Høgsbro var ingen betydande talare men större som taktiker bakom kulisserna: han önska de förhanling och förlikning med Landstinget bland annat 1875, 1877 och 1887, men vek oftast undan för partimajoritetens mera aggressiva politik. Trots att han 1890-94 hade varit ordförande för den förhandlingsvänliga vänstern och lett dennas realpolitik, gick han 1894 emot förlikningen med högern och var 1895-97 ordförande för det nybildade Venstrereformpartiet. Han inflytande var alltid stort, men synnerligen populär blev han aldrig.